# Acronicta scintillans
Acronicta scintillans là một loài bướm đêm trong họ Noctuidae.